# پاک‌کننده‌های ساعت
پاک‌کننده‌های ساعت (Clock Cleaners) یک فیلم انیمیشن کوتاه آمریکایی ساخته‌شده در ۱۹۳۷ است که به‌دست والت دیزنی پروداکشنز ساخته و توسط آرکی‌او پیکچرز به نمایش درآمده است. این کارتون ماجرای میکی موس، دانلد داک و گوفی را دنبال می‌کند که به عنوان سرایدار در یک برج ساعت بلند کار می‌کنند. این فیلم به‌دست بن شارپستین کارگردانی شده است و موسیقی اصلی آن را پل اسمیت و اولیور والاس ساخته است. صداپیشگان شامل والت دیزنی در نقش میکی، کلارنس نش در نقش دونالد و پینتو کالویگ در نقش گوفی هستند.    این نود و هفتمین فیلم کوتاه از سری فیلم‌های میکی موس بود که اکران شد و هشتمین فیلم میکی‌ موس در آن سال بود. 
«پاک‌کننده‌های ساعت» یکی از ستایش‌شده‌ترین فیلم‌های کوتاه دیزنی است. در سال ۱۹۹۴، ۱۰۰۰ نفر از کارکنان حوزه انیمیشن، «پاک‌کننده‌های ساعت» را به عنوان بیست و هفتمین کارتون برتر همه دوران برگزیدند.  این کارتون دو ماه پیش از انیمیشن بلند سفید برفی و هفت کوتوله (۱۹۳۷) به نمایش درآمد.